# Lappach bei Dorfen

Lappach 2

Lappach ist ein Gemeindeteil der Stadt Dorfen im oberbayerischen Landkreis Erding.

## Lage
Der Weiler Lappach liegt an der Lappach etwa zwei Kilometer südwestlich von Dorfen.

## Bevölkerungsentwicklung
Um 1871 gab es in Lappach 14 Einwohner. Im Mai 1987 lebten dort 31 Einwohner in acht Wohngebäuden, die in zehn Wohnungen aufgeteilt waren.
| Jahr      | 1871 | 1925 | 1950 | 1970 | 1987 |
| Einwohner | 14   | 23   | 24   | 28   | 31   |